# Peter Bockemühl
Robert Peter Bockemühl (* 12. Juni 1896 in Wermelskirchen; † 15. September 1953 in Wuppertal-Cronenberg) war ein evangelisch-reformierter Theologe und führendes Mitglied der Bekennenden Kirche zur Zeit des Nationalsozialismus in Deutschland.

## Leben
Bockemühl wurde am 12. Juni 1896 als Sohn eines Kupferschmieds in Wermelskirchen geboren. Nach Gymnasium in Elberfeld und Abitur (1914) begann er ein Theologie-Studium in Bethel. 1915 meldete er sich freiwillig zum Kriegsdienst und war bis Kriegsende als Soldat der Marineartillerie an der Westfront (Somme, 1916, Flandern, 1917) eingesetzt. Er wurde mit dem Eisernen Kreuz ausgezeichnet. Sein Dienstgrad war bei Kriegsende Vizefeuerwerker (Reserveoffiziersanwärter).
Nach dem Krieg setzte er sein Studium in Halle und Bonn fort und wurde 1923 Pfarrer in Puderbach (Westerwald). 1927 übernahm er eine Pfarrstelle der evangelisch-reformierten Gemeinde in Cronenberg. 1929 heiratete er Ruth Putsch, die Traurede hielt Karl Barth. 1939 wurde Bockemühl als Leutnant zum Wehrdienst eingezogen. Er war bis Ende des Zweiten Weltkrieges bei Dienststellen der Marine in Düsseldorf, Köln und Wuppertal-Ronsdorf tätig, die Kontrollfunktionen in der Rüstungsindustrie wahrnahmen (letzter Dienstgrad: Kapitänleutnant).
1949 wurde Bockemühl Superintendent des Kirchenkreises Wuppertal-Elberfeld. Er starb – begleitet von seinem Vikar Paul Gerhard Aring – am 15. September 1953 an einer Herzkrankheit. Er war Vater von Justus Bockemühl.

## Bekennende Kirche
Im Spätsommer 1933 schloss sich Bockemühl oppositionellen Theologen und im Folgejahr der in Barmen gegründeten Bekennenden Kirche (BK) an, unter anderem als Mitglied im Rheinischen und altpreußischen Bruderrat der BK. In Predigten, Schriften und Vorträgen widersprach er aus theologischen Gründen den Bemühungen des Regimes, die Kirche für die Ziele des national-sozialistischen Staates einzusetzen (Gleichschaltung). Er betonte konsequent die alleinige Bindung der Kirche an die Schriften des Alten und Neuen Testaments und lehnte jegliche Unterordnung der Theologie unter andere ideologische oder staatliche Vorgaben ab. Insbesondere widersetzte er sich auch den Angriffen der NS-Ideologen (z. B. Alfred Rosenbergs) auf das Alte Testament.
Dieses Engagement führte zu erheblichen Konflikten mit den NS-Machthabern und der Kirchenleitung in Düsseldorf, die von Vertretern der regimetreuen „Deutschen Christen“ dominiert wurde. Bockemühls Pfarrhaus wurde von der Geheimen Staatspolizei (Gestapo) etwa fünfzehnmal auf illegale Schriften durchsucht, seine Post wurde überwacht, er selbst wurde wiederholt verhört und erhielt zeitweilig Redeverbot.
Seine Schrift „Mythus oder Evangelium“ (1935), die sich gegen die Ideologie Alfred Rosenbergs richtete, wurde verboten und kam auf die staatliche „Liste des schädlichen und unerwünschten Schrifttums“. Das Wochenblatt „Unter dem Wort“, das Organ der Bekennenden Kirche, dessen Mitherausgeber Bockemühl war, wurde 1936 verboten. In den Akten der Gestapo wurde Bockemühl als „Staatsfeind“ geführt.
1938 entwarf Bockemühl zusammen mit Pfarrer Martin Albertz aus Berlin, einem Halbbruder des späteren Regierenden Bürgermeisters Heinrich Albertz, eine Gottesdienst-Gebetsordnung, die im Zusammenhang mit dem drohenden Kriegsausbruch stand. Dieser Text wurde von den NS-Machthabern als Einmischung in staatliche Angelegenheiten aufgefasst und die Verfasser wurden in der Presse beschimpft als „Landesverräter und Verbrecher, die ausgemerzt werden müssten“.
Die Kirchenleitung in Düsseldorf leitete auf Anweisung des Reichsministers für kirchliche Angelegenheiten gegen Bockemühl ein Disziplinarverfahren mit dem Ziel der Entlassung ein; sein Gehalt wurde gesperrt. Daraufhin gab Bockemühl gegenüber dem Reichsminister eine Erklärung ab, in der er betonte, er habe kein „Urteil über Maßnahmen des Staates aussprechen wollen“; einen „Affront“ gegenüber dem Staat habe er nicht beabsichtigt. Das Disziplinarverfahren wurde eingestellt, die Gehaltssperre wurde aufgehoben.

## Werke
- Eine Stunde der Versuchung – Wohin gehören die Reformierten im gegenwärtigen Kirchenkampf?; Wuppertal 1934
- Der Herr über Staat und Kirche; Wuppertal ca. 1934
- als Mitherausgeber: Unter dem Wort (Biblisches Wochenblatt); Wuppertal ab 1934 (vom Regime verboten 1936)
- Mythus oder Evangelium; Wuppertal 1935 (vom nationalsozialistischen Regime verboten – s. „Liste des schädlichen und unerwünschten Schrifttums“ 1938)
- Was antwortet die Kirche auf die Angriffe gegen das Alte Testament?; Wiesbaden ca. 1936
- Was jeder von der neuen Kirchenordnung wissen soll; Wuppertal 1952
- Unter dem Wort der Gnade (Predigten 1952/53); Wuppertal 1953
- Da ist meine Heimat – Cronenberg, Geschichte und Eigenart; Wuppertal 1954, 2. Auflage mit aktuellen Ergänzungen von Jürgen Eschmann, Wuppertal 2009